# Graubünden
Graubünden (fransk: Grisons, italiensk: Grigioni, rætoromansk: Grischun) er en kanton i Schweiz. Med et areal på 7.105 km2
er den den geografisk største kanton i Schweiz, beliggende i alperne i landets sydøstlige hjørne. Hovedstaden er Chur. Af andre kendte byer kan nævnes Davos, der en gang om året er centrum for World Economic Forum.

## Sprog og kultur
Indtil midten af 1800-tallet talte over halvdelen af befolkningen rætoromansk, mens det nu er tysk der er det dominerende sprog. Derudover tales der italiensk i tre dale der støder op til Italien.